# 아다 콘데스쿠
아다 콘데스쿠(루마니아어: Ada Condeescu, 1988년 7월 2일 ~ )는 루마니아의 배우이다.